# Kviddtjärnen (Linde socken, Västmanland, 662069-145261)
Kviddtjärnen är en sjö i Lindesbergs kommun och Nora kommun i Västmanland och ingår i Norrströms huvudavrinningsområde. Sjön har en area på 0,0591 kvadratkilometer och ligger 249,1 meter över havet.

## Delavrinningsområde
Kviddtjärnen ingår i det delavrinningsområde (661915-145346) som SMHI kallar för Utloppet av Aspen. Medelhöjden är 223 meter över havet och ytan är 5,84 kvadratkilometer. Det finns ett avrinningsområde uppströms, och räknas det in blir den ackumulerade arean 9,3 kvadratkilometer. Brattforsbäcken som avvattnar avrinningsområdet har biflödesordning 4, vilket innebär att vattnet flödar genom totalt 4 vattendrag innan det når havet efter 241 kilometer. Avrinningsområdet består mestadels av skog (69 procent). Avrinningsområdet har 1,67 kvadratkilometer vattenytor vilket ger det en sjöprocent på 28,5 procent.